# Infertilité

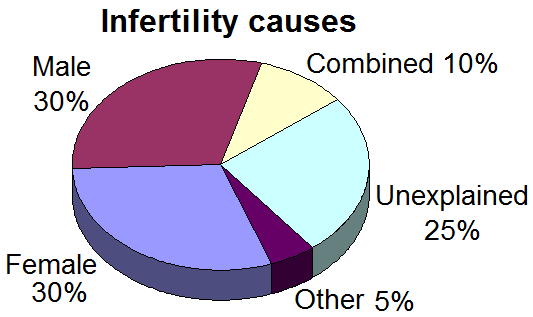
Causes de l'infertilité, données compilées au Royaume-Uni, 2009.

Pour les articles homonymes, voir stérilité humaine.
L'infertilité est la difficulté à donner la vie. Elle concerne aussi bien un terrain sur lequel toute tentative de culture agricole est infructueuse, qu'un animal ou un couple d'êtres humains éprouvant des difficultés à procréer. Selon l'Organisation mondiale de la santé (OMS), dans le monde, une personne sur six sera concernée par l'infertilité au cours de sa vie.

## Infertilité animale
Pour les animaux, c'est l'impossibilité partielle et souvent transitoire de la reproduction, par le mâle ou par la femelle ou les deux.
Des études sur des rongeurs montrent la toxicité de certains additifs de pneus (dont la DPG, la 6PPD et la 6PPD-quinone) sur les mammifères. Cette toxicité peut par exemple se manifester sous forme d'infertilité des mâles.

## Infertilité humaine
Il faut distinguer l'infertilité et la stérilité humaines. La stérilité est l'incapacité irréversible de concevoir naturellement, de porter ou d'accoucher un enfant sain. 
Il y a plusieurs raisons pour un couple de ne pas être capable de concevoir sans avoir recours à un soutien médical. Le terme d'infertilité est appliqué aux couples ne parvenant pas à avoir un enfant après un ou deux ans de rapports sexuels réguliers et non-protégés, ce qui n'implique pas forcément l'impossibilité de fécondation et d'accouchement réussi à plus long terme.
La plupart des types d'infertilité peuvent être traités par des procédures médicales ou par des techniques de laboratoire, soit par une surveillance accrue de la grossesse dans un environnement spécialisé.
En 2009, des chercheurs de l'Institut Pasteur prouvent que des mutations sur un gène, appelé NR5A1, pouvaient être à l’origine, chez la femme, de cas d’insuffisance ovarienne sévère. Cette même équipe montre en 2010 que les mutations de ce même gène expliquent à elles seules, individuellement, certains cas d’infertilité masculine sévères.

### Infertilité et appareil reproducteur femelle
L’infertilité tubaire est causée par l'impossibilité de rencontre entre spermatozoïde et ovule en raison d'une obstruction des trompes de Fallope. Cette obstruction peut être la conséquence d'une infection (salpingite, maladie inflammatoire pelvienne) ou d'une endométriose. L’infertilité tubaire requiert souvent une intervention chirurgicale pour reperméabiliser les trompes affectées. Le Dr Gleicher du Center for Human Reproduction, a inventé l’utilisation de la sonde transvaginale pour traiter les occlusions tubulaires.

### Infertilité et appareil reproducteur mâle
L'infertilité masculine est en augmentation. De nombreuses études ont montré une délétion de la spermatogenèse qui a beaucoup progressé depuis le milieu du XXe siècle, au moins dans les pays riches. En juillet 2017, la revue « Human Reproduction Update » a publié une méta-analyse basée sur 185 études réalisées de 1973 à 2011 (correspondant à un échantillon de près de 43 000 hommes dans près de 50 pays) ; elle confirme le déclin qualitatif et quantitatif du sperme dans les pays occidentaux : quantitativement la spermatogenèse y a décliné de moitié environ en moins de 4 décennies (passant 99 millions de spermatozoïdes par ml de sperme en 1973 à 47 millions en 2011, avec plus précisément une baisse de 52,4 % de la concentration de sperme et une baisse de 59,3 % du nombre total de spermatozoïdes chez nord-américains, européens, australiens et néozélandais). On manque d’études pour mesurer le problème en Amérique du Sud, Asie et Afrique.
Par ailleurs, certains facteurs d’infertilité masculine sont aussi facteur de risque pour le développement de cancers testiculaires ou prostatiques.
Des facteurs environnementaux et parfois génétiques semblent en cause.

## Causes générales d'infertilité humaine
Outre les causes génétiques et environnementales au sens large (pollution par les perturbateurs endocriniens notamment, bisphénol, PFAS, phtalates en particulier...)  et le mode de vie (surpoids et obésité sont des facteurs d'infertilité), on a montré sur le modèle animal que trop ou pas assez d'activité physique sont aussi sources d'infertilité.

## Traitement
Le stress oxydant étant l'un des facteurs en cause, il est suggéré que l'utilisation d'antioxydants pouvant facilement traverser les barrières sanguines des testicules et de l'épididyme soit recommandée, mais des études de qualité supérieure sont nécessaires pour mieux comprendre les effets des radicaux libres et des antioxydants sur le potentiel de fécondité humain chez les deux sexes.